# SMS Árpád
Le SMS Árpád était un cuirassé pré-dreadnought de classe Habsburg construit par l'Autriche-Hongrie en 1899. Nommé d'après Árpád le grand-prince des Magyars, ce cuirassé fut le second de sa catégorie assemblé par les chantiers-navals Stabilimento Tecnico Triestino à Trieste. Officiellement lancé le 11 septembre 1901, le Árpád connut son baptême du feu le 25 mai 1915 lors du bombardement de la ville portuaire d'Ancône en Italie, assisté par le SMS Habsburg ainsi que le SMS Babenberg. L'opération fut un succès, mais le Árpád fut rapidement retiré du service en raison des pénuries de charbon pour être affecté à la défense de la côte dalmate jusqu'à la fin du conflit. Après la guerre, le Árpád ainsi que les deux autres navires de classe Habsburg furent cédés au Royaume-Uni. Il sera finalement vendu à l'Italie pour y être démantelé en 1921.

## Construction et caractéristiques
La construction du SMS Árpád a débuté par la pose de la quille le 10 juin 1899 aux chantiers-navals Stabilimento Tecnico Triestino de Trieste. Sa construction achevée, le Árpád fut transféré au port de guerre de Pola le 10 mars 1903. Quelques révisions furent nécessaires et ce n'est que le 15 juin 1903 que le Árpád fut finalement mis en service par la k.u.k. Kriegsmarine. Le cuirassé était dès lors prêt à entrer officiellement en service aux côtés du SMS Habsburg.

### Caractéristiques techniques
Comme tous les vaisseaux de classe Habsburg, le SMS Árpád affichait une longueur de flottaison de 113,11 mètres pour une Longueur hors-tout de 114,60 mètres. Son maître-bau était de 19,80 mètres et le tirant d'eau était de 7,50 mètres. Le volume de déplacement était de 8 364 tonnes, tandis que le chargement maximal qu'il pouvait emporter était de 8 888 tonnes. Sa propulsion était assurée par 2 hélices, tandis que l'alimentation s'effectuait via 16 chaudières à tubes d'eau Belleville (développées en France par Julien Belleville) couplées à un moteur à triple expansion verticale (4 cylindres). La puissance ainsi développée était de 14 307 Ch (soit 10 669 kW) et permettait une vitesse de pointe de 19,65 nœuds (soit 36,39 km/h). Le Árpád avait de fait un rayon d'action de 3 600 miles pour une vitesse de croisière de 10 nœuds.

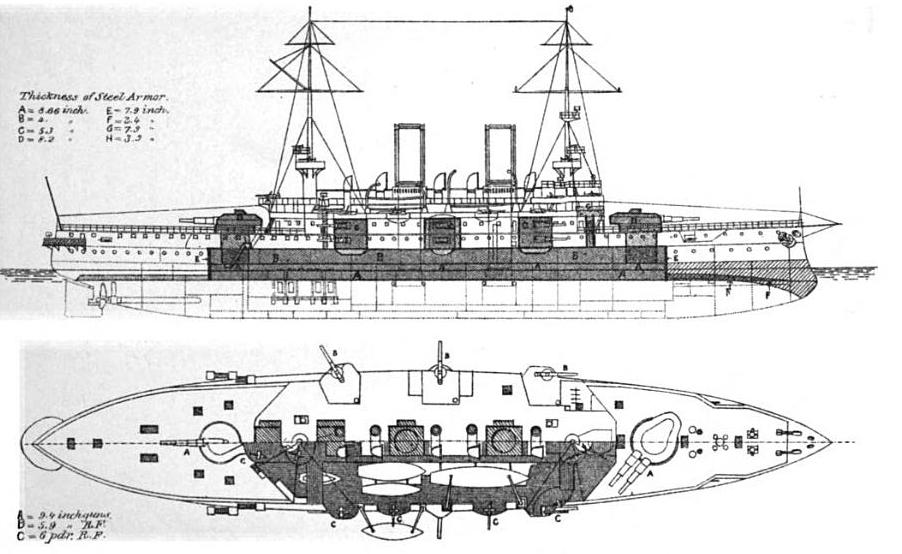
Schéma d'un cuirassé de classe Habsburg

La coque du navire était construite à partir de cadres en acier longitudinaux et transversaux sur lesquels les plaques extérieures ont été rivetées. De plus, elle incorporait un double fond qui s'étendait sur 63% de la longueur du navire. Il y avait toute une série de cloisons étanches de la quille jusqu'au pont où étaient encastrées les tourelles. En tout et pour tout, le Árpád comptait 174 compartiments étanches. Sa hauteur métacentrique était comprise entre 0,82 m et 1,02 m. Des quilles de roulis étaient montées de chaque côté de la coque afin de réduire le mouvement de roulis et empêcher le navire de chavirer. Le pont principal était conçu en bois, tandis que les ponts supérieurs étaient recouverts de linoléum ou de corticine.

### Armement
Les canons du cuirassé étaient directement manufacturés en Allemagne par le conglomérat Krupp, qui produisait des variantes destinées à la k.u.k. Kriegsmarine. Le SMS Árpád avait en guise d'armement principal trois canons SK L/40 (Schnelladekanone Länge 40) Krupp de 240 mm :  deux d'entre eux étaient montés dans une tourelle jumelle à l'avant du navire, tandis que le troisième canon était installé dans une tourelle à l'arrière de la superstructure principale. Ces canons avaient une cadence de tir comprise entre trois et quatre obus perforants blindés de 215 kilos par minute. L'armement secondaire était constitué de douze canons SK L/40 de 150 mm, également produits par Krupp : installés en casemates, ces canons avaient une cadence de tir comprise entre quatre et cinq obus par minute.

### Blindage
La ceinture blindée principale disposait d'un blindage de 220 mm dans la partie centrale du navire, là où étaient stockées les munitions et les locaux destinés à la machinerie. En revanche, son épaisseur n'était que de 180 mm à chaque extrémité de la section centrale. Les tourelles ainsi que les casemates bénéficiaient d'un blindage plus résistant, compris entre 210 mm et 280 mm. Le point faible du navire était en fait le pont qui n'avait qu'un blindage de 40 mm.

## Carrière opérationnelle
Le SMS Árpád a participé à ses premières manœuvres navales au milieu de l'année 1903 dans la Mer Adriatique avec son navire jumeau le SMS Habsburg. Les deux navires furent rejoints par le SMS Babenberg en 1904 et participèrent ensemble à de nombreux exercices navals. Des batailles navales furent simulées entre les navires de classe Habsburg et ceux de classe Monarch. Par la suite, le SMS Árpád ainsi que ses jumeaux formèrent la Ire Division de Cuirassés qui effectua plusieurs voyages de mars 1904 à juin 1906 en Méditerranée orientale, et prit part à des manœuvres militaires près de la côte dalmate durant l'été 1906. Le cuirassé retourna ensuite en 1911 aux chantiers-navals de Trieste qui procédèrent à une réduction de sa superstructure.

### Première Guerre mondiale
Au déclenchement de la Première Guerre mondiale, le SMS Árpád était affecté à la IV. Division sous le commandement du contre-amiral Karl Seidensacher. 

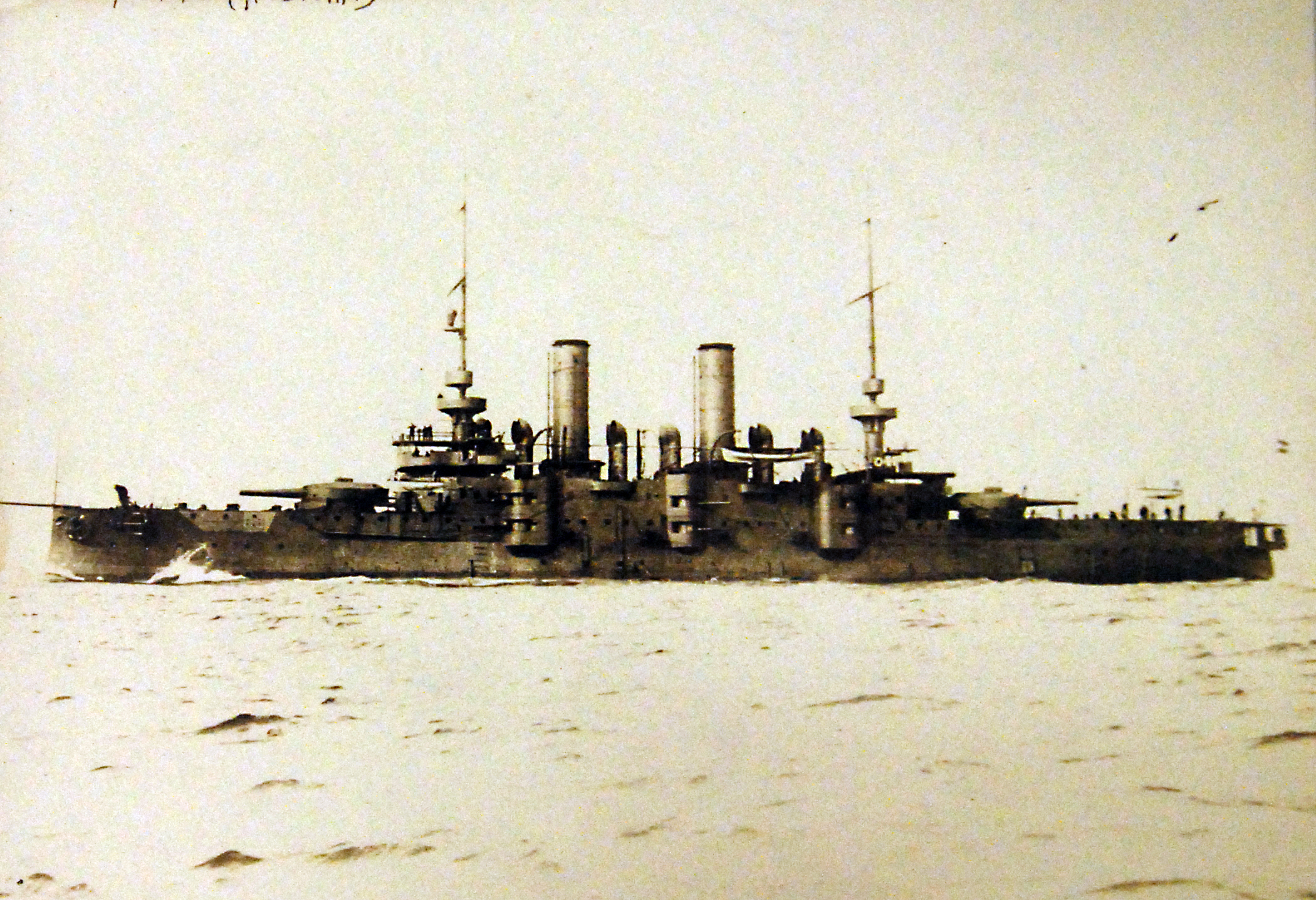
Le SMS Árpád en 1914